# テングノメシガイ綱
テングノメシガイ綱(Geoglossomycetes)とは、子嚢菌門チャワンタケ亜門の綱の一つ。古くはテングノメシガイ科(Geoglossaceae)として6属48種で定義され、ビョウタケ目に属していた。DNA配列の分析により、ズキンタケ綱に配置換えされたもの、新しくテングノメシガイ綱とテングノメシガイ目に配置されたものがある。